# みのるチャチャチャ♪
みのるチャチャチャ♪（みのるちゃちゃちゃ、1981年10月29日 - ）は日本のコメディアン、タレント。吉本興業所属。本名は、橘実(たちばな みのる)。茨城県常陸太田市出身。
血液型B型、身長165cm、体重65kg。

## 来歴
奥羽大学（当時は東北歯科大学）文学部中退。
2004年4月1日から2015年12月31日までエリートヤンキーとしてコンビで活動。コンビ時代はNHK爆笑オンエアバトル、ぐるナイおもしろ荘、ロンドンハーツネットムービー等に出演。解散後はピン芸人として活動。
個人として、NTVニノさん「世界偉人サミット」、ざっくりハイボール・ざっくりハイタッチ、アメトークの読書芸人・ウォーキング芸人に出演。その他、趣味である「汝は人狼なりや?」や短歌に関わるイベントなどに出演している。
2016年1月22日からWALLOPにて冠番組『ヤンキー先生のてめぇらやれんのか？』スタート。2016年4月からボルサリーノ関とのユニット「みょうが」を結成。年の差を活かした漫才を、日本テレビ『人生が変わる1分間の深イイ話』で披露している。

## 出演

### テレビ番組
- 雨上がり決死隊のトーク番組アメトーーク! 読書芸人（テレビ朝日、2012年2月2日）
- ざっくりハイボール（テレビ東京、2012年2月18日）
- ウチのガヤがすみません!（日本テレビ、2018年2月13日）
- 猫舌showroom日曜日オーナー堀江貴文(ホリエモン)会のレギュラーMC

### Web配信
- かんみのだ（ニコニコ生放送、2011年 - 2013年） - 月1回